# Stereotypie (Buchdruck)

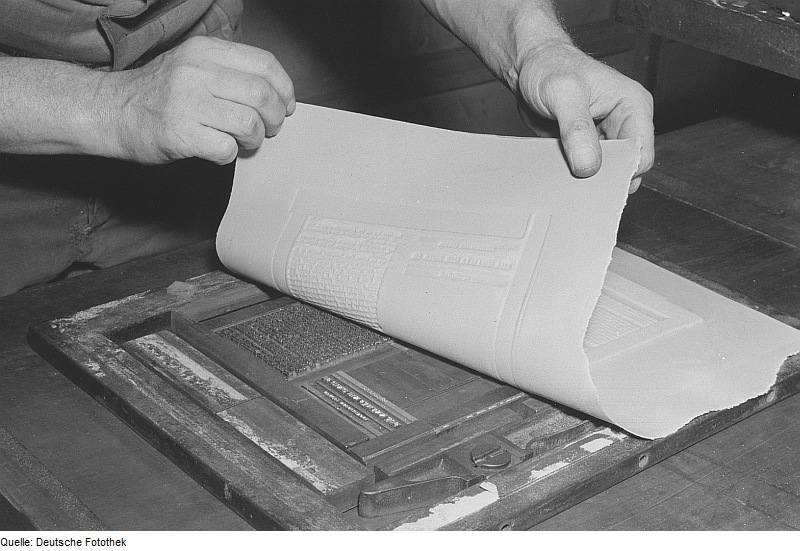
Herstellen einer Mater (Stereotypie)

Als Stereotypie (von griechisch στερεός, stereós für fest, hart, haltbar und τύπος, týpos für Schlag, Gepräge, Abdruck) bezeichnet man das Verfahren, von aus beweglichen Lettern gesetzten Druckseiten durch Abformen über eine Matrize und deren Abguss in eine Metalllegierung eine komplette Buchdruckplatte zu erstellen.

## Vorteile
Die Stereotypie bietet große Vorteile. Sie ermöglichte jederzeit den Druck neuer Auflagen von den durch sie erzeugten Platten. Das Papierstereotypieverfahren bietet sogar die Möglichkeit der Aufbewahrung billiger Matrizen, sogenannter Matern, aus denen bei Bedarf Platten gegossen werden können. Diese Methode reduziert somit die Kosten der Arbeitsvorbereitung für Druckwerke.

## Geschichte und Entwicklung
Eines der Rätsel um die Erfindung des Buchdrucks betrifft die Frage, ob nicht schon beim Druck des sogenannten Catholicon im Jahr 1460 die Stereotypie verwendet wurde. Als erste Erzeugnisse der Stereotypie könnten auch die Reproduktionen von Holzschnitten im 1483 in Ulm von Konrad Dinkmut gedruckten Buch Der Seele Wurzgarten angesehen werden. J. van der Mey und Johann Müller zu Leiden (1700–1716), William Ged in Edinburgh (1725–49), Valeyre in Paris (1735), Alexander Tilloch und Foulis zu Glasgow (um 1775) und F. J. Joseph Hoffmann zu Schlettstadt im Elsass (1783) sind nacheinander als Erfinder der Stereotypie bezeichnet worden. Zu dauernder Verbreitung wurde das Verfahren erst durch Earl Stanhope in London im Jahr 1800 gebracht sowie um dieselbe Zeit durch Pierre und Firmin Didot und Herhan in Paris.
Zu großer Bedeutung gelangte die Stereotypie durch die Erfindung von Genoux 1829, der die Mater aus Lagen von Seidenpapier mit einem dazwischengestrichenen Gemisch von Kleister und Schlämmkreide bildete.
Bei dem Stanhopeschen- oder Gips-Verfahren wird die Satzform in einem eisernen Rahmen festgeschlossen (eingespannt) und leicht geölt, worauf der Gips als dünnflüssiger Brei über den Typensatz gegossen und mit Bürste oder Pinsel gehörig eingearbeitet wird. Die Gipsmater erstarrt in 15–20 Minuten, wird dann abgehoben und in einen Trockenofen gebracht.
Der Guss geschieht in eisernen, verschließbaren Pfannen. Auf den Boden der Pfanne wird zuerst eine abgedrehte Eisenplatte gelegt, hierauf die erhitzte Gipsform mit der Bildfläche nach unten und nun der ebenfalls abgedrehte Pfannendeckel, der an allen vier Ecken abgestumpft ist, damit das Metall hineinlaufen kann.
Das Ganze wird durch einen Bügel geschlossen und mittels eines Krans in den mit flüssigem Metall versehenen Schmelzkessel versenkt; nach erfolgtem Guss wird die Pfanne aufgewunden und auf ein mit nassem Kies angefülltes Kühlfass abgesetzt. Nach dem völligen Erstarren des Metalls wird die Stereotypplatte gerichtet, auf der Rückseite abgeebnet und an den Rändern bestoßen.
Bei dem von Daulé in Paris um 1830 erfundenen Flaschenguss bleibt die Gipsmater in dem nach innen mit einem Vorstoß versehenen Rahmen, der hinlänglich groß ist, um noch Raum für einen Nachdruck gebenden Anguss zu gewähren. Nach dem Trocknen bringt man diesen Maternrahmen in die Gießflasche, die aus zwei abgeebneten Eisenplatten besteht, von denen die der Bildfläche zugekehrte mit Papier beklebt ist, um das Metall beim Eingießen weniger abzuschrecken. Beide Platten sind unten durch ein Scharnier verbunden und während des Gusses durch einen Schraubenbügel zusammengehalten.
Bei dem Papierstereotypieverfahren wird die Mater aus Seiden- und Schreibpapier angefertigt; zwischen die einzelnen Bogen kommen dünne, gleichmäßig ausgestrichene Schichten eines Breies, der aus gekochter, mit Schlämmkreide oder Magnesia, wohl auch mit Asbest oder China Clay, versetzter Weizenstärke besteht. Auf die mit einem zarten Pinsel oder auch mittels einer mit Flanell bezogenen Walze leicht geölte Form wird dann das Maternpapier gelegt und entweder mit einer Bürste gleichmäßig in den Schriftsatz eingeklopft, man bezeichnete diesen Vorgang als die Mater schlagen. Alternativ wird die Form mit der Mater unter eine feststehende Walze geschoben, mit Filzen bedeckt und unter derselben durchgedreht; sodann schiebt man dieselbe mit der darauf befindlichen Papiermatrize in eine erhitzte Trockenpresse und bedeckt sie reichlich mit Filz und Fließpapier zum Aufsaugen der Feuchtigkeit; schon nach sechs bis acht Minuten ist die Mater trocken und kann abgenommen werden.
Nachdem sie beschnitten, in größeren, beim Druck weiß bleibenden Stellen durch Hinterkleben von Pappstückchen oder auch durch Ausfüllen mit einer aus in dünner Gummiarabikumlösung verrührter Schlämmkreide erzeugten, leicht trocknenden Masse verstärkt und ein Eingussstreifen angeklebt worden, kommt sie mit dem Gesicht nach oben in das Gießinstrument, das dem beim Dauléschen Verfahren gebräuchlichen sehr ähnlich ist; ein verstellbarer eiserner Rahmen, Gießwinkel genannt, hält sie glatt und gibt das Maß ab für ihre Dicke, und der Guss kann erfolgen.
Das Abschneiden des Angusses, das Anhobeln von Facetten an den Rändern der Platten geschieht in Zeitungsdruckereien mit eigens dafür hergerichteten Maschinen, wodurch eine große Betriebsbeschleunigung ermöglicht wird, so dass z. B. in der Londoner Times bei deren Morgenausgabe die letzte Druckplatte innerhalb acht Minuten, vom Empfang der Satzform seitens des Stereotypeurs ab gerechnet, fertiggestellt werden kann. Für den Kleinbetrieb der Buchdruckereien hat man die Stereotypie durch Konstruktion kleiner, kompendiöser Stereotypie-Einrichtungen nutzbar gemacht; diese ermöglichen die Herstellung von Platten bis zu einer gegebenen Größe schon nach kurzer Übung bei geringen Anlagekosten.